# Fuyang (Anhui)
Pour les articles homonymes, voir Fuyang.
Fuyang ou Yangfu (chinois : 阜阳市 ; pinyin : Fǔyáng shì) est une ville du nord-ouest de la province de l'Anhui, en Chine. Sa population s'élevait à 8 200 264 habitants au recensement de 2020, dont 2 128 538 dans l'agglomération (ou zone métropolitaine) composée de 3 districts urbains : Yingzhou, Yingdong et Yingquan.

## Climat
Les températures moyennes pour la ville de Hefei vont de 1,7 °C pour le mois le plus froid à 28,1 °C pour le mois le plus chaud, avec une moyenne annuelle de 15,5 °C (chiffres arrêtés en 1990), et la pluviométrie y est de 851,7 mm (chiffres arrêtés en 1983). 

## Subdivisions administratives
La ville-préfecture de Fuyang exerce sa juridiction sur huit subdivisions - trois districts, une ville-district et quatre xian :
- Le district de Yingzhou - 颍州区 Yǐngzhōu Qū ;
- Le district de Yingdong - 颍东区 Yǐngdōng Qū ;
- Le district de Yingquan - 颍泉区 Yǐngquán Qū ;
- La ville de Jieshou - 界首市 Jièshǒu Shì ;
- Le xian de Linquan - 临泉县 Línquán Xiàn ;
- Le xian de Taihe - 太和县 Tàihé Xiàn ;
- Le xian de Funan - 阜南县 Fùnán Xiàn ;
- Le xian de Yingshang - 颍上县 Yǐngshàng Xiàn.